# Миниатюрные шахматы

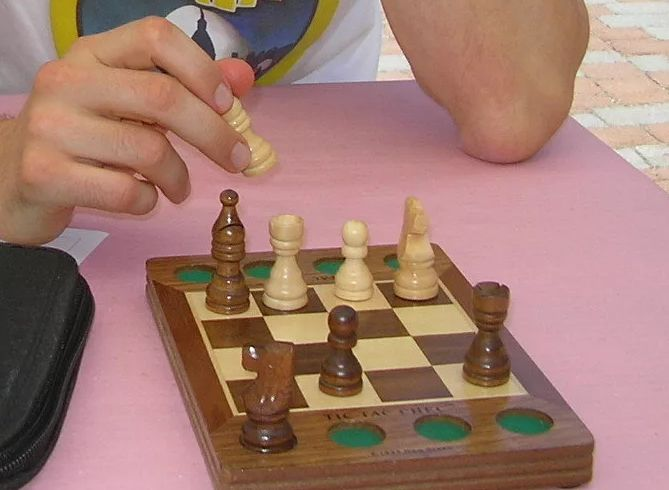
Игра Tic Tac Chec на доске 4х4.

Миниатюрные шахматы (мини-шахматы) — это семейство вариантов шахмат, в которые играют обычными шахматными фигурами и стандартными правилами, но на меньшей доске. Мотивация этих вариантов состоит в том, чтобы сделать игру проще и короче, чем в стандартных шахматах. Первой шахматной игрой, реализованной на компьютере, были шахматы 6×6 в шахматах Лос-Аламос . Малый объём памяти ранних компьютеров означал, что для реализации игры на компьютере требовались уменьшенный размер доски и меньшее количество элементов, поэтому это был один из немногих выходов.

## Доски 3×3 и 3×4
Шахматы на доске 3х3 не имеют четко определённой стартовой позиции. Однако это решаемая игра : исход каждой возможной позиции известен. Также известен лучший ход для каждой стороны. Игра была решена самостоятельно Алорилом в 2001 году и Кириллом Крюковым в 2004 году. Решение Крюкова более полное, так как оно позволяет расставлять пешки везде, а не только на втором ряду, как у Алорила. Самый длинный мат на доске 3×3 занимает 16 ходов. Количество возможных позиций на этой доске составляет 304 545 552.
В 2009 году Крюков сообщил о решении шахмат 3 × 4. На этой доске 167 303 246 916 возможных позиций, а самый длинный мат занимает 43 хода.

## Шахматы 4×4, 4×5 и 4×8

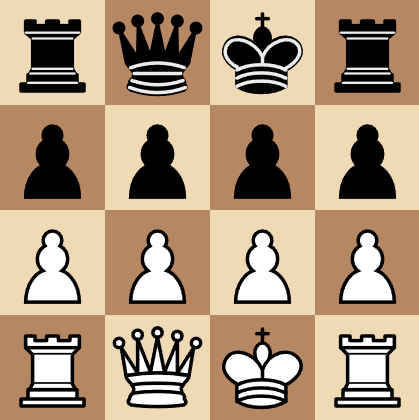
Шахматы Сильвермана 4х4

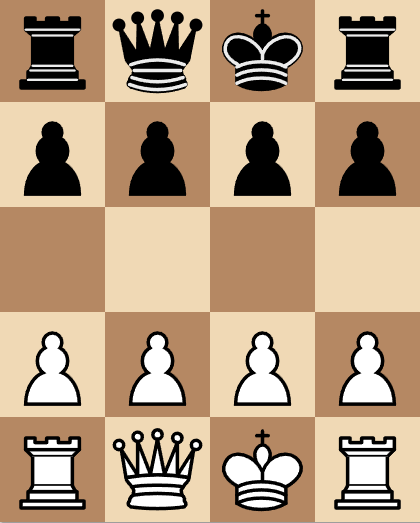
Шахматы Сильвермана 4х5

В 1981 году математик Дэвид Сильверман предложил вариант шахмат 4×4. В этой партии легко выигрывает первый игрок (1. axb3+ Qxb3 2. cxb3+ Kxb3 (или 2. . . Крb4 3. bxc3#) 3. bxa3+ Крc4 4. Qa2#), поэтому Сильверман предложил вариант: черные могут выбрать пешку, и белые должны сделать этой пешкой первый ход. Однако в этом случае черные ещё легче выигрывают (выбор пешки b2, 1.bxa3 (или 1.bxc3) b2+ 2. Qxb2 Qxb2#). Чтобы сделать вариант более играбельным, Сильверман, наконец, решил вставить пустой ряд между пешками и использовать доску 4×5. В этом варианте пешки могут ходить на две клетки первым ходом, если целевая клетка свободна.
В игру Tic Tac Chec 1995 года, изобретенную Доном Грином, играют на доске 4×4, которая начинается пустой. У каждого игрока есть конь, ладья, слон и пешка, и игроки могут поставить фигуру на доску в свой ход. Как только у каждого игрока есть три фигуры в игре, фигуры могут быть перемещены. Захваченные фигуры возвращаются противнику и могут быть возвращены в игру. Игрок выигрывает, если он может выстроить свои фигуры в линию из четырёх фигур — по прямой или по диагонали.
Ещё один вариант шахмат на доске 4×5, Микро-шахматы, был изобретен Глимном в 1997 году В этом варианте разрешена рокировка.

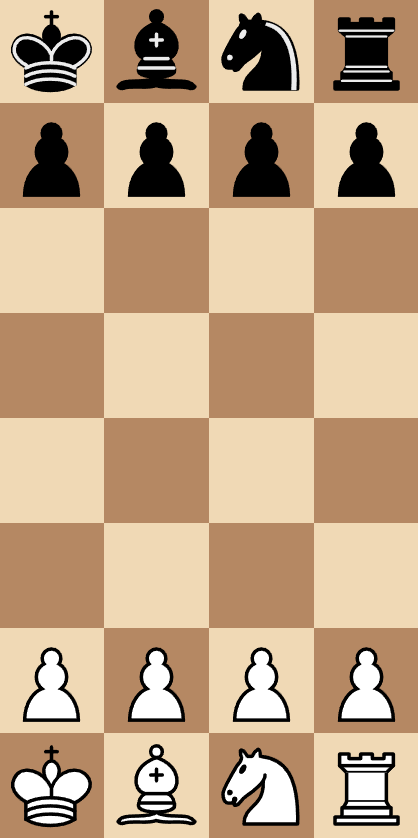
Полу-шахматы

Существует также вариант полу-шахмат на доске 4×8, изобретенный Питером Кристуфеком в 1986 году В этом варианте разрешена рокировка.

## Шахматы 5х5
| a5 чёрная ладья | b5 чёрный конь  | c5 чёрный слон  | d5 чёрный ферзь | e5 чёрный король |
| a4 чёрная пешка | b4 чёрная пешка | c4 чёрная пешка | d4 чёрная пешка | e4 чёрная пешка  |
| a3              | b3              | c3              | d3              | e3               |
| a2 белая пешка  | b2 белая пешка  | c2 белая пешка  | d2 белая пешка  | e2 белая пешка   |
| a1 белая ладья  | b1 белый конь   | c1 белый слон   | d1 белый ферзь  | e1 белый король  |

| a5 чёрный король | b5 чёрный ферзь | c5 чёрный слон  | d5 чёрный конь  | e5 чёрная ладья |
| a4 чёрная пешка  | b4 чёрная пешка | c4 чёрная пешка | d4 чёрная пешка | e4 чёрная пешка |
| a3               | b3              | c3              | d3              | e3              |
| a2 белая пешка   | b2 белая пешка  | c2 белая пешка  | d2 белая пешка  | e2 белая пешка  |
| a1 белая ладья   | b1 белый конь   | c1 белый слон   | d1 белый ферзь  | e1 белый король |

| a5 чёрный слон  | b5 чёрный конь  | c5 чёрная ладья | d5 чёрный ферзь | e5 чёрный король |
| a4 чёрная пешка | b4 чёрная пешка | c4 чёрная пешка | d4 чёрная пешка | e4 чёрная пешка  |
| a3              | b3              | c3              | d3              | e3               |
| a2 белая пешка  | b2 белая пешка  | c2 белая пешка  | d2 белая пешка  | e2 белая пешка   |
| a1 белый король | b1 белый ферзь  | c1 белая ладья  | d1 белый конь   | e1 белый слон    |

| a5 чёрная ладья | b5 чёрный слон  | c5 чёрный король | d5 чёрный ферзь | e5 чёрный слон  |
| a4 чёрная пешка | b4 чёрная пешка | c4 чёрная пешка  | d4 чёрная пешка | e4 чёрная пешка |
| a3              | b3              | c3               | d3              | e3              |
| a2 белая пешка  | b2 белая пешка  | c2 белая пешка   | d2 белая пешка  | e2 белая пешка  |
| a1 белая ладья  | b1 белый конь   | c1 белый король  | d1 белый ферзь  | e1 белый конь   |

Чтобы на доске можно было разместить все виды шахматных фигур в первом ряду у каждого игрока, она должна быть минимум шириной в 5 клеток. В 1969 году Мартин Гарднер предложил шахматный вариант на доске 5×5, в котором можно делать все шахматные ходы, включая двойной ход пешки, взятие на проходе, а также рокировку. Позже AISE (Associazione Italiana Scacchi Eterodossi, «Итальянская ассоциация шахматных вариантов») отказалась от двойного хода пешки и рокировки. В эту игру в основном играли в Италии (в том числе по переписке), и была разработана дебютная теория. Статистика завершенных игр следующая:
- Белые выиграли 40 % партий.
- Черные выиграли 28 %.
- 32 % были ничьими .

Мехди Мхалла и Фредерик Прост максимально развили теорию мини-шахмат Гарднера в 2013 году и доказали, что теоретико-игровая ценность — ничья. AISE также играла в мини-шахматы Гарднера с правилами шахматных поддавков и прогрессивных шахмат. В 1980 году Hewlett Packard выпустила программируемый калькулятор HP-41C, который мог играть в эту игру. Калькулятор мог играть на вполне приличном уровне.
В 1989 году Мартин Гарднер предложил другую установку, которую он назвал Детские шахматы. В отличие от мини-шахмат Гарднера, черные фигуры зеркально расположены. Пол Джейкобс и Марко Мейровиц предложили другую начальную позицию для шахмат 5 × 5, показанную справа.
Джефф Маллетт (главный разработчик Zillions of Games) предложил расстановку, в которой у белых два коня против двух черных слонов. Мхалла и Прост доказали, что шахматы Маллета были вынужденной победой белых за 25 ходов, хотя теоретически игра считается ничейной, если она сыграна идеально, если белым даются слоны, а чёрным — кони, а не наоборот.

## Шахматы 6×6
|   | a               | b               | c               | d                | e               | f               |   |  |
| 6 | a6 чёрная ладья | b6 чёрный слон  | c6 чёрный конь  | d6 чёрный король | e6 чёрный слон  | f6 чёрная ладья | 6 |  |
| 5 | a5 чёрная пешка | b5 чёрная пешка | c5 чёрная пешка | d5 чёрная пешка  | e5 чёрная пешка | f5 чёрная пешка | 5 |  |
| 4 | a4              | b4              | c4              | d4               | e4              | f4              | 4 |  |
| 3 | a3              | b3              | c3              | d3               | e3              | f3              | 3 |  |
| 2 | a2 белая пешка  | b2 белая пешка  | c2 белая пешка  | d2 белая пешка   | e2 белая пешка  | f2 белая пешка  | 2 |  |
| 1 | a1 белая ладья  | b1 белый слон   | c1 белый конь   | d1 белый король  | e1 белый слон   | f1 белая ладья  | 1 |  |
|   | a               | b               | c               | d                | e               | f               |   |  |

|   | a               | b               | c                | d               | e               | f               |   |  |
| 6 | a6 чёрная ладья | b6 чёрный слон  | c6 чёрный король | d6 чёрный конь  | e6 чёрный слон  | f6 чёрная ладья | 6 |  |
| 5 | a5 чёрная пешка | b5 чёрная пешка | c5 чёрная пешка  | d5 чёрная пешка | e5 чёрная пешка | f5 чёрная пешка | 5 |  |
| 4 | a4              | b4              | c4               | d4              | e4              | f4              | 4 |  |
| 3 | a3              | b3              | c3               | d3              | e3              | f3              | 3 |  |
| 2 | a2 белая пешка  | b2 белая пешка  | c2 белая пешка   | d2 белая пешка  | e2 белая пешка  | f2 белая пешка  | 2 |  |
| 1 | a1 белая ладья  | b1 белый слон   | c1 белый конь    | d1 белый король | e1 белый слон   | f1 белая ладья  | 1 |  |
|   | a               | b               | c                | d               | e               | f               |   |  |

|   | a               | b               | c               | d                | e               | f               |   |  |
| 6 | a6 чёрная ладья | b6 чёрный конь  | c6 чёрный ферзь | d6 чёрный король | e6 чёрный конь  | f6 чёрная ладья | 6 |  |
| 5 | a5 чёрная пешка | b5 чёрная пешка | c5 чёрная пешка | d5 чёрная пешка  | e5 чёрная пешка | f5 чёрная пешка | 5 |  |
| 4 | a4              | b4              | c4              | d4               | e4              | f4              | 4 |  |
| 3 | a3              | b3              | c3              | d3               | e3              | f3              | 3 |  |
| 2 | a2 белая пешка  | b2 белая пешка  | c2 белая пешка  | d2 белая пешка   | e2 белая пешка  | f2 белая пешка  | 2 |  |
| 1 | a1 белая ладья  | b1 белый конь   | c1 белый ферзь  | d1 белый король  | e1 белый конь   | f1 белая ладья  | 1 |  |
|   | a               | b               | c               | d                | e               | f               |   |  |

Помимо шахмат Лос-Аламоса, существуют и другие варианты шахмат, в которые играют на доске 6×6. Игра «Шахматы Дианы» (или "Женские шахматы ") была предложена Хопвудом в 1870 году. Исходное положение показано выше. На доске нет ферзей, и пешки не могут превратиться в ферзей. Пешки не могут двигаться вперед на две клетки своим первоначальным ходом. Рокировка осуществляется путем смены позиций короля и ладьи. Для рокировки применяются те же условия, что и в шахматах (например, король не должен находиться под шахом, ни ладья, ни король не должны были ходить раньше и т. д.).
Серж Л’Эрмит предложил в 1969 году игру с почти такой же структурой, как в шахматах Дианы, за исключением того, что позиции чёрного короля и коня меняются местами с их позициями в шахматах Дианы. Кроме того, кони не могут двигаться в течение первых трех ходов, а король может перейти на позицию коня, не теряя права на рокировку.
|   | a               | b               | c               | d                | e               | f               |   |  |
| 6 | a6 чёрный конь  | b6 чёрный слон  | c6 чёрный ферзь | d6 чёрный король | e6 чёрный слон  | f6 чёрный конь  | 6 |  |
| 5 | a5 чёрная пешка | b5 чёрная пешка | c5 чёрная пешка | d5 чёрная пешка  | e5 чёрная пешка | f5 чёрная пешка | 5 |  |
| 4 | a4              | b4              | c4              | d4               | e4              | f4              | 4 |  |
| 3 | a3              | b3              | c3              | d3               | e3              | f3              | 3 |  |
| 2 | a2 белая пешка  | b2 белая пешка  | c2 белая пешка  | d2 белая пешка   | e2 белая пешка  | f2 белая пешка  | 2 |  |
| 1 | a1 белый конь   | b1 белый слон   | c1 белый ферзь  | d1 белый король  | e1 белый слон   | f1 белый конь   | 1 |  |
|   | a               | b               | c               | d                | e               | f               |   |  |

|   | a               | b               | c               | d                | e               | f               |   |  |
| 6 | a6 чёрная ладья | b6 чёрный слон  | c6 чёрный ферзь | d6 чёрный король | e6 чёрный слон  | f6 чёрная ладья | 6 |  |
| 5 | a5 чёрная пешка | b5 чёрная пешка | c5 чёрная пешка | d5 чёрная пешка  | e5 чёрная пешка | f5 чёрная пешка | 5 |  |
| 4 | a4              | b4              | c4              | d4               | e4              | f4              | 4 |  |
| 3 | a3              | b3              | c3              | d3               | e3              | f3              | 3 |  |
| 2 | a2 белая пешка  | b2 белая пешка  | c2 белая пешка  | d2 белая пешка   | e2 белая пешка  | f2 белая пешка  | 2 |  |
| 1 | a1 белая ладья  | b1 белый слон   | c1 белый ферзь  | d1 белый король  | e1 белый слон   | f1 белая ладья  | 1 |  |
|   | a               | b               | c               | d                | e               | f               |   |  |

|   | a               | b               | c               | d               | e               | f               |   |  |
| 6 | a6 чёрная ладья | b6 чёрный конь  | c6 чёрный слон  | d6 чёрный слон  | e6 чёрный конь  | f6 чёрная ладья | 6 |  |
| 5 | a5 чёрная пешка | b5 чёрная пешка | c5 чёрная пешка | d5 чёрная пешка | e5 чёрная пешка | f5 чёрная пешка | 5 |  |
| 4 | a4              | b4              | c4              | d4              | e4              | f4              | 4 |  |
| 3 | a3              | b3              | c3              | d3              | e3              | f3              | 3 |  |
| 2 | a2 белая пешка  | b2 белая пешка  | c2 белая пешка  | d2 белая пешка  | e2 белая пешка  | f2 белая пешка  | 2 |  |
| 1 | a1 белая ладья  | b1 белый конь   | c1 белый слон   | d1 белый слон   | e1 белый конь   | f1 белая ладья  | 1 |  |
|   | a               | b               | c               | d               | e               | f               |   |  |

|   | a               | b               | c               | d                | e               | f               |   |  |
| 6 | a6 чёрная ладья | b6 чёрный слон  | c6 чёрный ферзь | d6 чёрный король | e6 чёрный слон  | f6 чёрная ладья | 6 |  |
| 5 | a5 чёрная пешка | b5 чёрная пешка | c5 чёрная пешка | d5 чёрная пешка  | e5 чёрная пешка | f5 чёрная пешка | 5 |  |
| 4 | a4              | b4              | c4              | d4               | e4              | f4              | 4 |  |
| 3 | a3              | b3              | c3              | d3               | e3              | f3              | 3 |  |
| 2 | a2 белая пешка  | b2 белая пешка  | c2 белая пешка  | d2 белая пешка   | e2 белая пешка  | f2 белая пешка  | 2 |  |
| 1 | a1 белая ладья  | b1 белый конь   | c1 белый ферзь  | d1 белый король  | e1 белый конь   | f1 белая ладья  | 1 |  |
|   | a               | b               | c               | d                | e               | f               |   |  |

А. Уордли предложил в 1977 г. Упрощённые шахматы — семейство вариантов шахмат 6×6, в которых с обеих сторон убрана пара фигур: ладьи, кони, слон или даже король и ферзь. Удаление слонов приводит к шахматам Лос-Аламоса; результат удаления ладей, коней или королевских фигур показан на диаграммах выше.
Джефф Маллетт предложил расстановку коней против слонов также на доске 6×6. На обычной доске 8×8 слоны считаются немного более ценными, чем кони (особенно два слона). Однако на досках 6×6 из-за меньшего размера доски два коня предположительно равны двум слонам.